# プライド月間
プライド月間（プライドげっかん、英語: Pride Month）またはLGBTプライド月間（エルジービーティープライドげっかん、英語: LGBT Pride Month）は、LGBTのプライドを祝福し、LGBTQ+（レズビアン、ゲイ、バイセクシュアル、トランスジェンダーなど）の文化とコミュニティによる貢献を記念するための月である。プライド月間は、アメリカ合衆国では、1969年6月28日に起きたゲイ解放運動であるストーンウォールの反乱の記念日と一致する6月に祝われる。

## 歴史

### 起源

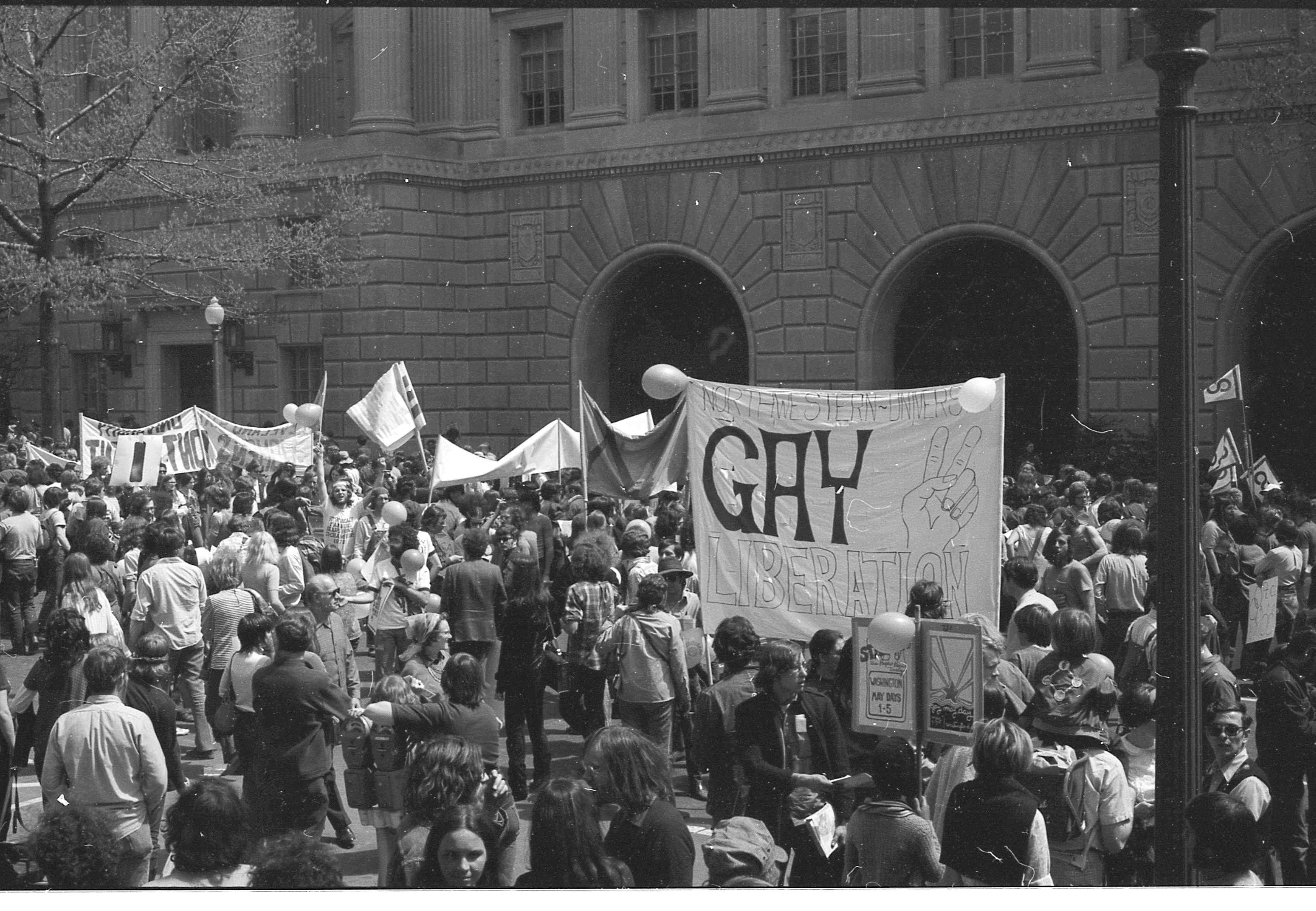
ワシントンD.C.での1970年代のゲイ解放運動のプロテスト

最初のプライド・マーチは、ストーンウォール・インでの反乱の1年後、1970年6月にアメリカ合衆国の都市に行われた。「クリストファー・ストリート解放デー」と宣伝されたニューヨーク市でのマーチは、シカゴ、ロサンゼルス、サンフランシスコでのマーチと並行して行われ、LGBTの権利にとって転換点となった。最初のマーチの主催者の一人フレッド・サージャンは、ストーンウォールの反乱を記念し、解放をさらに推進することが目標であると述べた。彼は、最初のマーチは祝福よりも抗議運動に近かったが、人々にLGBTコミュニティの存在と、その中に自分の家族や友人をどのように包含できるかを考えさせることにつながった、と述べている。マーシャ・P・ジョンソン、Sylvia Rivera、Stormé DeLarverieなどを含むトランスジェンダー女性や非白人の人々は、最初の反乱で目立った活躍をしていたにもかかわらず、初期のマーチではほとんど排除されるか沈黙させられていた。

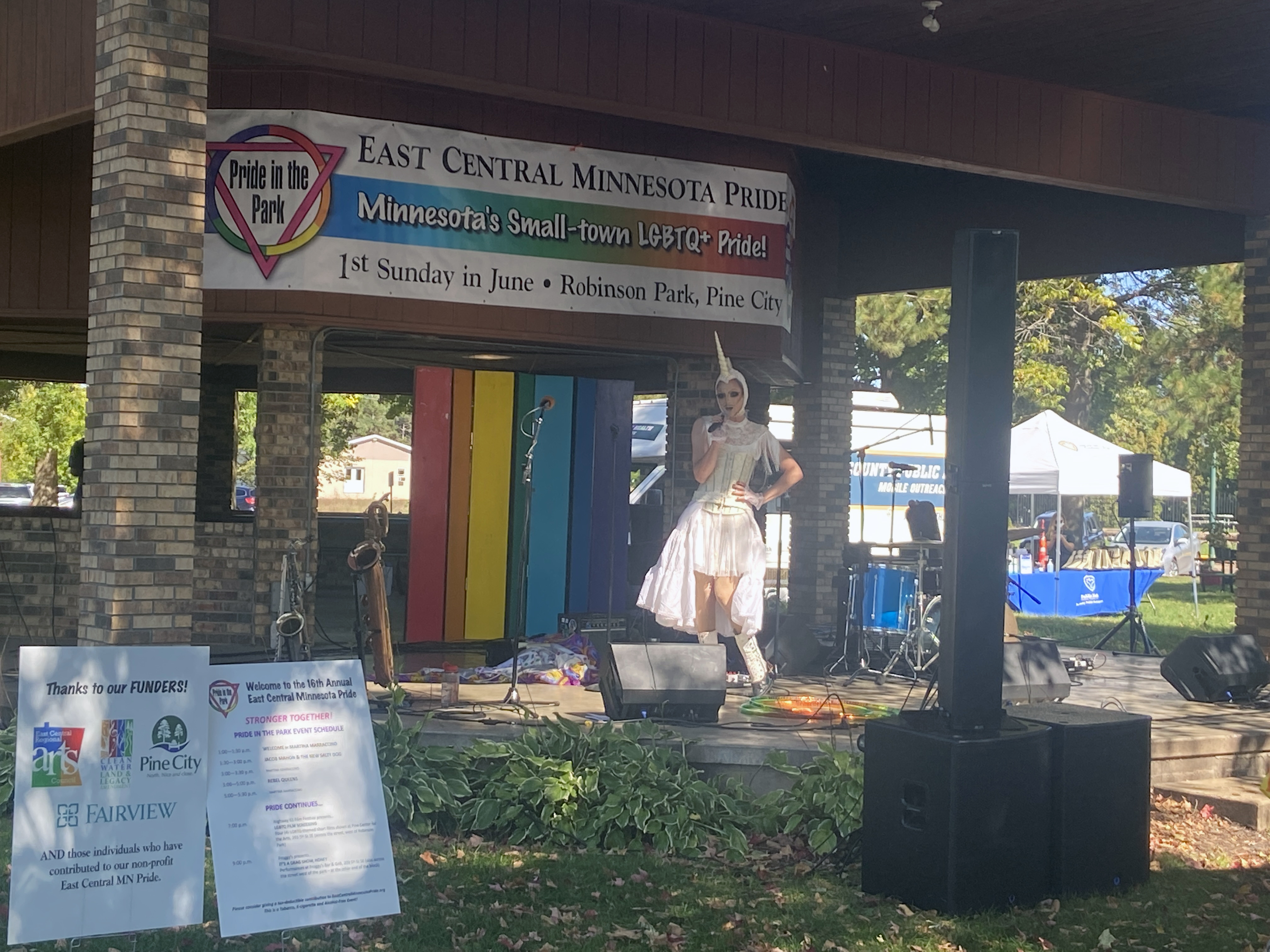
ミネソタ州パインシティなど地方の自治体でも、プライド月間を祝うところが増えている。

### 普及と祝福
ストーンウォールの反乱と最初のプライドマーチの後、LGBTグループの数は急速に増加し、プライド運動は数年後にはアメリカ合衆国中に広がった。世界中で多くのプライドの祝福が6月に行われるが、土地の天候などの理由により、異なる時期に祝われる場所もある。

## 国際LGBTプライドデー

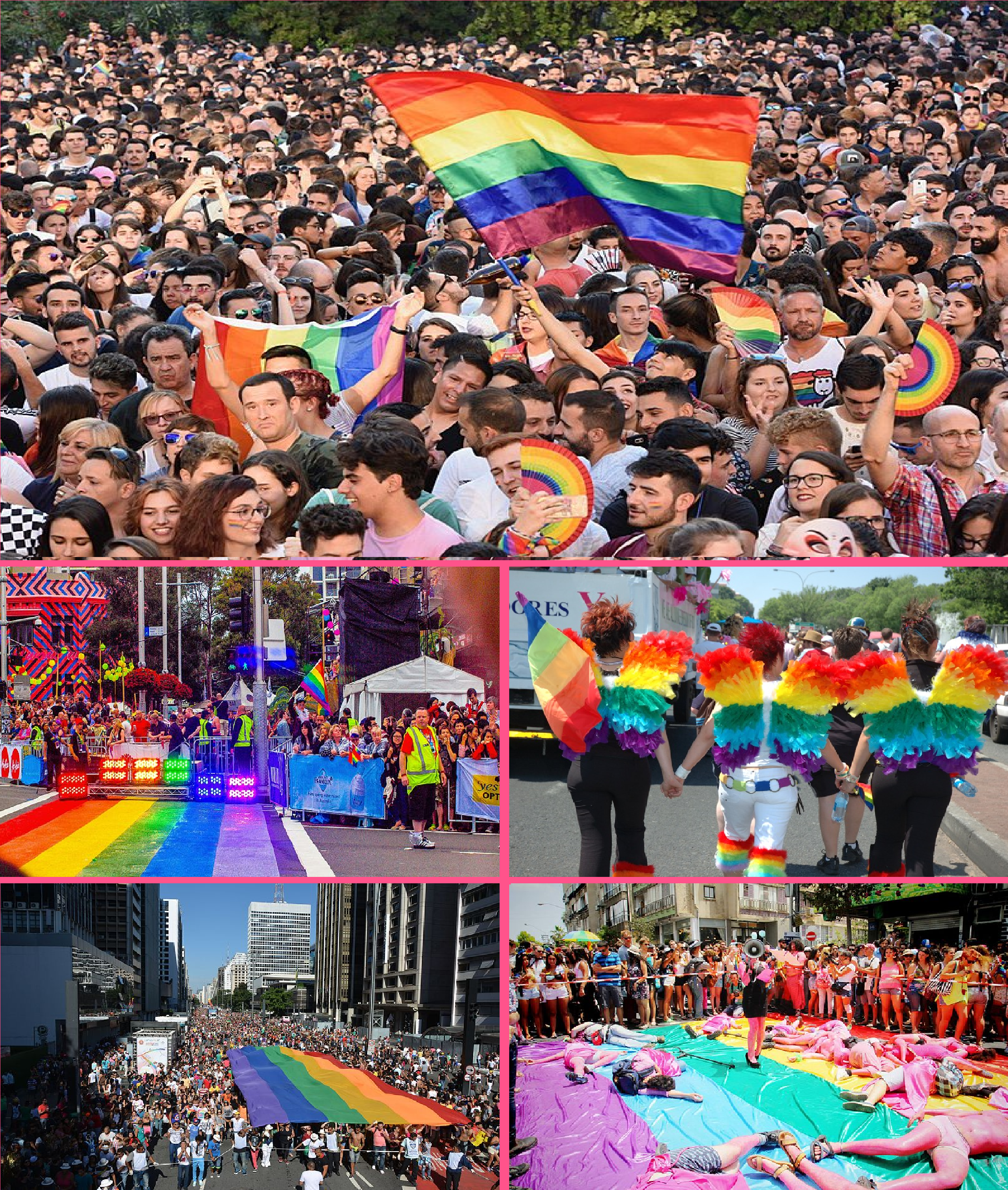
スペイン、オーストラリア、南アフリカ、ブラジル、イスラエルで行われた2019 Prideのお祝い

国際LGBTプライド・デー（こくさいエルジービーティープライド・デー、英語: International LGBT Pride Day）は、LGBTプライドのための日で、ストーンウォールの反乱の記念日を記念するために6月28日に開催される。その月全体がLGBTプライドに関連付けられる前から行われていた。
サンフランシスコ・プライドマーチは、1981年から1994年までInternational Lesbian & Gay Freedom Day Paradeとして宣伝され、おそらくこれが国際プライドデーの起源となった。
セルビアのグループArkadijaは国際プライド・デーを記念し、Belgrade Youth Centerでクィアの活動と芸術に関するフォーラムを開催した。ニカラグアの最初のパブリックなプライド・フェスティバルも1911年の同日に開催され、ストーンウォールの反乱を記念した。セルビアも2013年から2015年にかけて国際プライド・デーを記念し、GSA、ウィメン・イン・ブラック、その他のNGOの主催で、Hate-Free Zoneのアクションを行った。

## 認知

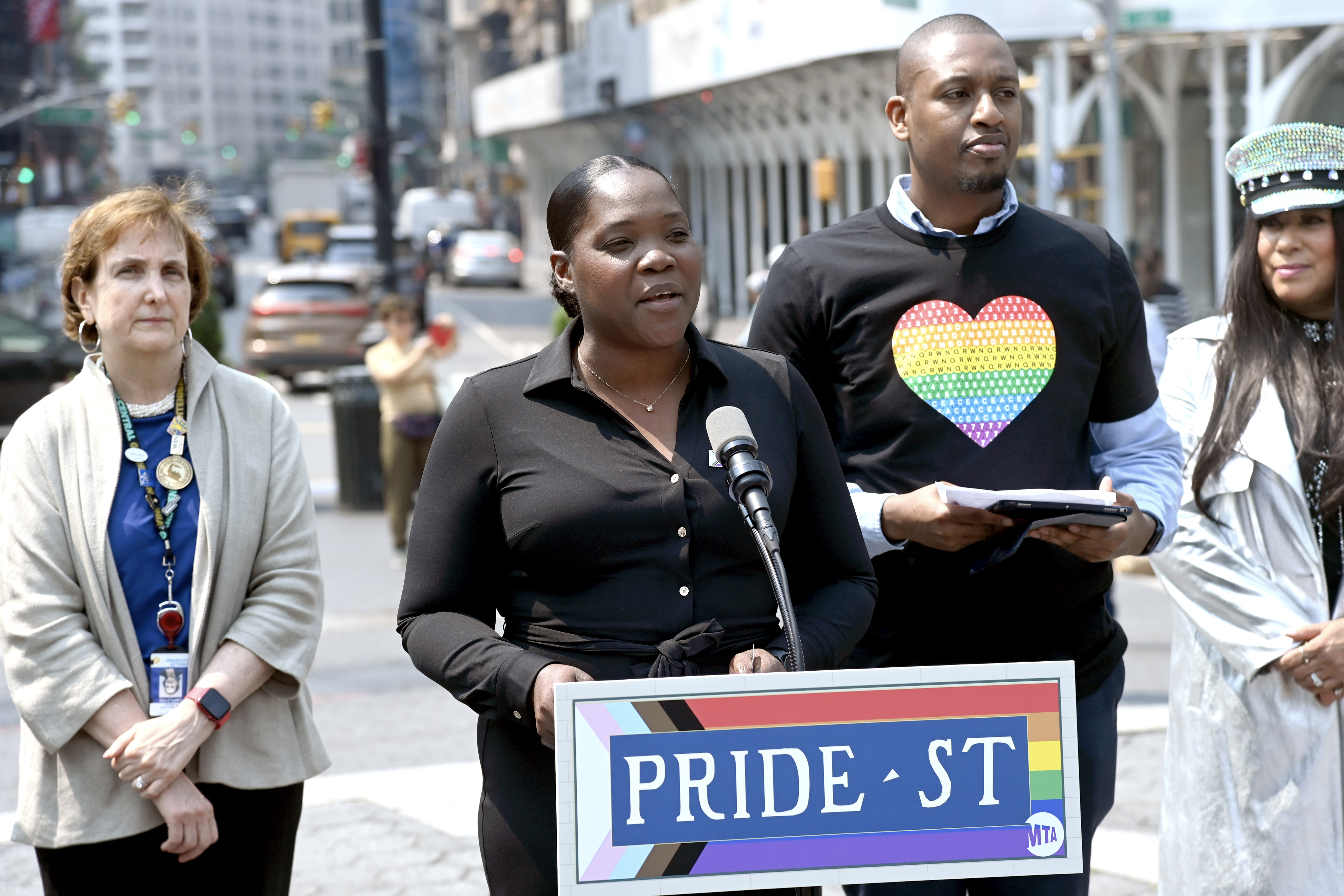
ニューヨーク市のMetropolitan Transportation Authorityは毎年プライド月間を認知している

アメリカ合衆国のビル・クリントン大統領は、1999年の大統領宣言で初めて「アメリカではストーンウォールを記念する毎年6月はゲイとレズビアンのプライド月間」だと宣言した。バラク・オバマは公式のプライド月間の認知を2011年に広げ、LGBTコミュニティ全体を含めるようにした。ドナルド・トランプは2017年に連邦政府によるプライド月間の認知を拒否したが、後の2019年に一連のツイートで支持的な公式声明を発表した。ジョー・バイデンは、過去には上院で同性結婚とLGBTに関する学校教育に反対票を投じたこともあったが、2021年に就任後はプライド月間を認知し、アメリカ合衆国におけるLGBTの権利を推進することを誓った。2025年にドナルド・トランプ政権はプライド月間を認めない姿勢をとった。

## 批判
プライド月間をテーマにした製品をリリースする企業がどれほど多いかという点を、スラックティビズムの概念に関連付けて批判する人がいる。これは、企業はLGBTの権利というテーマを利益の手段として利用しており、有意義な方法で運動に貢献していないと見なされるためである。また、レインボープライドフラッグを想起させるソーシャルメディアのプロフィールを作成している企業が、一方でLGBTが広く受け入れられていない地域ではプロフィール写真の変更を拒否していることを、偽善的であるとして批判する人もいる。
一部の宗教団体や文化団体は、イデオロギー上の理由からプライド月間に反対している。彼らは、LGBTQ+のアイデンティティや関係性を自分たちの信念や伝統に反するものと見なしている。こうした反対は、プライド月間中に緊張や争いを引き起こすことがよくある。

## 6月以外のプライド月間

### ニュージーランド
プライド月間は、ニュージーランド全土でさまざまな時期に祝われる。オークランドでは、2月に祝われ、クライストチャーチとウェリントンでは、3月にプライド月間が行われる。